# Isola Poterjannyj
L'isola Poterjannyj (in russo Остров Потерянный, ostrov Poterjannyj, in italiano "isola perduta") è un'isola russa che fa parte dell'arcipelago di Severnaja Zemlja ed è bagnata dal mare di Kara.
Amministrativamente fa parte del distretto di Tajmyr del Territorio di Krasnojarsk, nel Distretto Federale Siberiano.

## Geografia
L'isola è situata nella parte occidentale dello stretto dell'Armata Rossa (пролив Красной Армии, proliv Krasnoj Armii) e alla fine dello stretto Junyj (пролив Юный, proliv Junyj). Si trova a meno di 1 km dalla costa nord-ovest dell'isola della Rivoluzione d'Ottobre, approssimativamente tra capo Oktjabr'skij (мыс Октябрьский, mys Oktjabr'skij) e capo Sovetskij (мыс Советский, mys Sovetskij). 9 km a ovest c'è l'isola del Pioniere e 6,5 km a nord le isole Izvestnjakovye.
L'isola è di forma allungata irregolare, lunga 1,2 km e larga 1 km. Le coste sono piatte e dritte e le acque lungo esse raggiungono una profondità di 10 m; non ci sono rilievi importanti e il punto più elevato è di soli 7 m s.l.m.

## Isole adiacenti
- Isola Bol'šoj Izvestnjakovyj (остров Большой Известняковый, ostrov Bol'šoj Izvestnjakovyj), a nord.
- Isola Kruglyj (остров Круглый, ostrov Kruglyj), a nord.